# Platja de Punta Galera
La Platja de Punta Galera és a la base d'un escarpat penya-segat de la costa d'Eivissa. La formen grans lloses de pedra de diferents grandàries, sorgides de l'explotació d'una antiga pedrera, on avui en dia constitueixen terrasses naturals on els visitants prenen el sol i es banyen a les seves aigües. Com que és un lloc poc freqüentat és habitual la pràctica del nudisme. L'accés és un poc complicat, ja que es troba a 4 km de Sant Antoni de Portmany.